# La Maison dorée de Samarkand
La Maison dorée de Samarkand est une bande dessinée de l'Italien Hugo Pratt, mettant en scène Corto Maltese.
Le récit débute en décembre 1921 à Rhodes et se termine au mois de septembre 1922 à la frontière qui sépare l’Afghanistan des Indes. 
Corto est à la recherche du trésor du roi perse, Cyrus II — caché par Alexandre le Grand —, prétexte pour libérer le prisonnier Raspoutine. Pour ce faire, il traverse trois États naissants : la République turque, l'Union soviétique et l'Iran de Reza Pahlavi.

## Protagonistes

### Personnages historiques
- Le président de la nouvelle république turque, Mustafa Kemal Atatürk (évoqué).
- Le général turc Enver Bey ou Enver Pacha, l’un des responsables du génocide des Arméniens en 1915, gérant un groupe militaire.
- Joseph Djougachvili, dit Staline, au téléphone avec Corto.

### Personnages de fiction
- Corto Maltese
- Raspoutine, marin russe, éternel ami/ennemi de Corto.
- Le général Timur Chevket, sosie de Corto, chef du mouvement Pantouranien, ami d’Enver Pacha et redouté de la Grèce à l'Arabistan[b].
- Cassandre, amie de Corto à Rhodes, lisant l'avenir dans le marc de café (du café grec, en l’occurrence). Elle porte le nom de Cassandre, personnage de la mythologie grecque, ayant reçu d'Apollon le don de dire l'avenir. Son physique est caractérisé par des boucles en accroche-cœur à la minoenne et, comme son frère, d'un "profil grec", avec un nez rectiligne[1].
- Narcisse, frère de Cassandre, est un marin qui aide Corto à se rendre en Turquie. Bien que chrétien, il offre un poisson au dieu de la mer, pour lui porter chance. Selon lui, sa sœur ne s'est jamais trompée, mais elle ne prédit que les malheurs (comme son homonyme). Quant à lui, il porte le nom de Narcisse, personnage de la mythologie grecque.
- Marianne, actrice déguisée en Marianne, jouant des spectacles en Turquie avec son collègue "John Bull"[c].
- Venexiana Stevenson, aventurière récurrente des aventures de Corto.
- Le commandant Bahiar, membre du groupe militaire pantouranien d'Enver Bey, qui n'hésite pas à assassiner ses opposants. Il trahira les siens pour partir à la recherche du trésor.
- Sevan Vartkès : fillette arménienne de onze ans dont les parents ont été récemment tués par les turcs. Elle était alors otage, jusqu'à ce que Corto la libère, ensemble ils continuent la chasse au trésor. Après le voyage, ils prennent la mer pour Venise, où elle est hébergée par la communauté arménienne de Venise.

## L'histoire
Rappelons qu’à la fin de Fable de Venise, Corto Maltese a franchi le seuil de la porte d’une cour secrète de Venise pour entrer dans une autre histoire. Les coupoles de Saint-Marc, encore présentes dans son esprit, rendent ses premières pensées confuses alors qu'il se trouve sur les quais du port de Rhodes, en Grèce.
Reprenant ses esprits, il part aussitôt en quête d’un manuscrit dont il a découvert l’existence en lisant les notes du baron Corvo. Il a ainsi appris que l'écrivain Edward Trelawnay aurait caché les mémoires grecs de son ami Lord Byron « sous la lune sur la mosquée Kawakly ».
Après avoir réussi à trouver le manuscrit, il est interpellé par un individu qui le prend pour un certain Timur Chevket. Ses dénégations sont inutiles, car la ressemblance est telle, qu'elle ne résiste à aucun démenti. Il est donc conduit à une réunion d’un mouvement nationaliste où ce Chevket est attendu. Le commandant Bahiar raconte que le général Enver Pacha, évincé par Kemal, devenu président de Turquie, veut prendre sa revanche. Pour conquérir le pouvoir, il a rompu avec les Bolcheviks et rejoint les musulmans anticommunistes. Chevket/Corto doit retrouver Bahiar à Adana (Turquie), avant de partir ensemble pour le Turkestan. Au sortir de la réunion, Corto ne pense qu’à une chose : disparaître au plus vite.
Hébergé chez son amie Cassandre, il lui conte sa mésaventure. Elle le met en garde en lui prédisant qu’il court au devant de grands dangers. Le soir, il étudie la carte et le manuscrit trouvés, qui le met sur la piste du trésor caché par Alexandre le Grand en Asie centrale. Pendant ce temps, son ami Ibahiyah lui rend visite, lui donne des informations sur Chevket et lui donne un emblème de Salâh-Ad-Din pour obtenir de l'aide des Derviches d'Adana.
Deux jours après, à bord du voilier de Narcisse, le frère de Cassandre, il traverse la Méditerranée pour se rendre en Asie Mineure.
Quand il débarque sur les côtes du golfe d’Adalia, de premières péripéties le conduisent à être repéré par une patrouille qui le prend à nouveau pour Chevket. Emmené dans un camp où se trouvent des déserteurs turcs kurdes, il fait la connaissance d'une actrice nommée Marianne...
Arrivé à Adana, en Cilicie, en janvier 1922, il s’introduit dans une école derviche où il pense pouvoir trouver de l'aide pour libérer son ami Raspoutine de la prison appelée la « Maison dorée de Samarkand ».
Corto s’apprête à quitter Adana quand il retrouve une Marianne énamourée qui veut partir avec lui. Elle l’entraîne dans un Théâtre d'ombres où se joue une représentation de Karagöz. Intrigué par une marionnette à l’effigie de Raspoutine, il se retrouve nez à nez avec une vieille connaissance qui recherche aussi le fameux trésor. Assommé, dépouillé, il est jeté dans un camion militaire conduit par des soldats kurdes qui roulent rejoindre le commandant Chevket à Van.
Arrivé dans la cité en mars 1922, Corto redoute la rencontre avec son sosie. Il fait la connaissance du vieil iman, Zorah qui intercède en sa faveur auprès des prêtres pour qu’il puisse traverser l’Azerbaïdjan. Avant de franchir la frontière, le vieux Zorah veut lui confier Sevan Vartkès, une fillette arménienne de 11 ans seule rescapée du massacre de ses parents. Il faudrait qu’il l’aide à rejoindre sa famille en Arménie russe ; il lui recommande de faire confiance au Kısmet. Une automobile attend Corto. À l’intérieur, la « vieille connaissance », accompagnée de Marianne, l’invite à monter pour franchir la frontière. Sa véritable identité est maintenant reconnue par les nationalistes turcs, grâce aux papiers trouvés sur lui après son agression. Quant à la petite arménienne, elle est retenue en otage par leur chef, en échange du trésor. Le trio franchit la frontière, entre en Perse et se dirige vers la forteresse d’Alamüth.
Au même moment, dans la « Maison dorée », Raspoutine est traîné devant le général Chevket qu’il prend, sans l'ombre d'un doute, pour Maltese et s’étonne de le voir en uniforme d’officier turc. Après avoir réussi à le convaincre qu’il n’est pas celui qu’il croit, Chevket propose de le libérer s’il accepte son offre. Au vu de son dossier, il lui a trouvé toutes les « qualités » pour devenir instructeur de l’armée d’Enver Pacha, au rang de Caïd. 
De leur côté, Corto et ses deux accompagnatrices sont arraisonnés par des soldats de l’armée rouge peu après leur arrivée à la forteresse d’Alamüth. 
Menacé d’être fusillé, Corto fait intervenir son vieux camarade, Joseph Djougachvili (fraîchement nommé secrétaire général du Parti, depuis avril 1922), qu’il n’a pas revu depuis l’année 1907, lorsqu’ils étaient à Ancône. Grâce à cet appui, Corto Maltese obtient sans difficulté les permis pour embarquer avec ses acolytes à Bakou et traverser en juin 1922 la mer Caspienne jusqu’à Krasnovodsk.
Pendant ce temps, dans la citadelle d’Enver Pacha, près de Baldzhuan, au Turkestan (actuel Tadjikistan), Timur Chevket présente le nouvel instructeur militaire au général. Entretemps, il a eu connaissance de l’existence de celui que l’on prend pour lui ; qu’il est à la recherche d’un fabuleux trésor dont la petite Arménienne est la monnaie d'échange. Il en a d'ailleurs confié la garde à Raspoutine. L’attitude insolente de la fillette à son égard, déplait fortement à Raspoutine et il la poursuit pour la corriger. Acculée au bord d’un ravin, elle n’a d’autre recours pour se défendre que de lui lancer un caillou bien ajusté (comme David le fit avec Goliath). Assommé, Raspoutine tombe dans le précipice.
Dix jours après, la tête enveloppée d’un pansement, Raspoutine sort de son coma. Marianne est à son chevet. Il s’est passé beaucoup de choses en dix jours. Corto lui apprend qu’il a rendez-vous avec Chevket au Kafiristan, qu'il sera avec la jeune Arménienne pour l'échanger contre ses indications pour trouver le trésor. Appâté par le butin, Raspoutine veut s’y rendre avec lui.
Soudain, la citadelle est attaquée par un bataillon arménien de l'armée rouge. Le combat fait rage. Corto et Raspoutine tentent de s’y soustraire… Bientôt les Arméniens se replient. Croyant que Raspoutine est le maître d’œuvre de ce recul, Enver Pacha vient le féliciter. Raspoutine ne le dément pas. 
Cette trêve n’est qu’un sursis, le général le sait, car ses hommes l’abandonnent. Sachant sa cause perdue, il rend à Raspoutine sa liberté et, sabre au clair, s'élance au galop vers les fantassins ennemis. L’occasion est trop belle pour les Arméniens. Ce 4 août 1922, ils vont enfin se venger de leur bourreau.
Il faut retrouver les femmes et fuir cet enfer. Mais l’une d’entre elles est enceinte et ne peut les suivre. Elles resteront ensemble pendant qu’ils iront au-devant de Chevket afin de découvrir le « Grand Or », trésor d’Alexandre. 5 septembre 1922, près du fleuve Kafirnagamjour, lieu du rendez-vous fixé avec Chevket, la nuit tombe déjà sur la frontière afghane.
Corto Maltese : « Ma mère disait que rencontrer son double était présage de mort,... »

## Analyse
La Maison dorée de Samarkand accumule les péripéties des bandes dessinées d'aventure classique tout en leur ôtant leur caractère conventionnel, tous les mystères étant généralement résolus sur-le-champ. Le scénario est sujet à déceptions : le trésor recherché n'est jamais trouvé, Corto ne rencontre jamais son double dans la réalité. Corto y est plus perdu que dans les albums précédents et est l'objet de multiples charges ironiques de la part de Pratt, qui le dépeint plein d'incompréhension face à la myriade de personnages secondaires qu'il croise. C'est que cet album, entre drogues et souvenirs, accorde une place primordiale au rêve, dans une succession de « morceaux d'anthologies » (le souvenir rencontré lorsque Corto fume, la danse avec Raspoutine, l'échange en ce dernier et la princesse) qui confirment l'importance de Pratt dans la bande dessinée. Il confirme le glissement de plus en plus prononcé de Corto Maltese vers l'onirique, qui trouve son achèvement en 1992 avec Mû.

### Un long voyage, de la Méditerranée, à l'Asie centrale, puis l'Hindou Kouch
Le parcours de Corto dans cet album a fait l'objet d'une analyse de l'émission Le Dessous des Cartes sur Arte. Suivant approximativement l'ancienne route de la soie (comme l'évoque le nom de Samarcande, ville ouzbèke ayant constitué une étape importante de cette route), il est l'occasion pour le héros de traverser de nombreux pays et de découvrir leur forte diversité ethnique et religieuse.

#### L'île de Rhodes

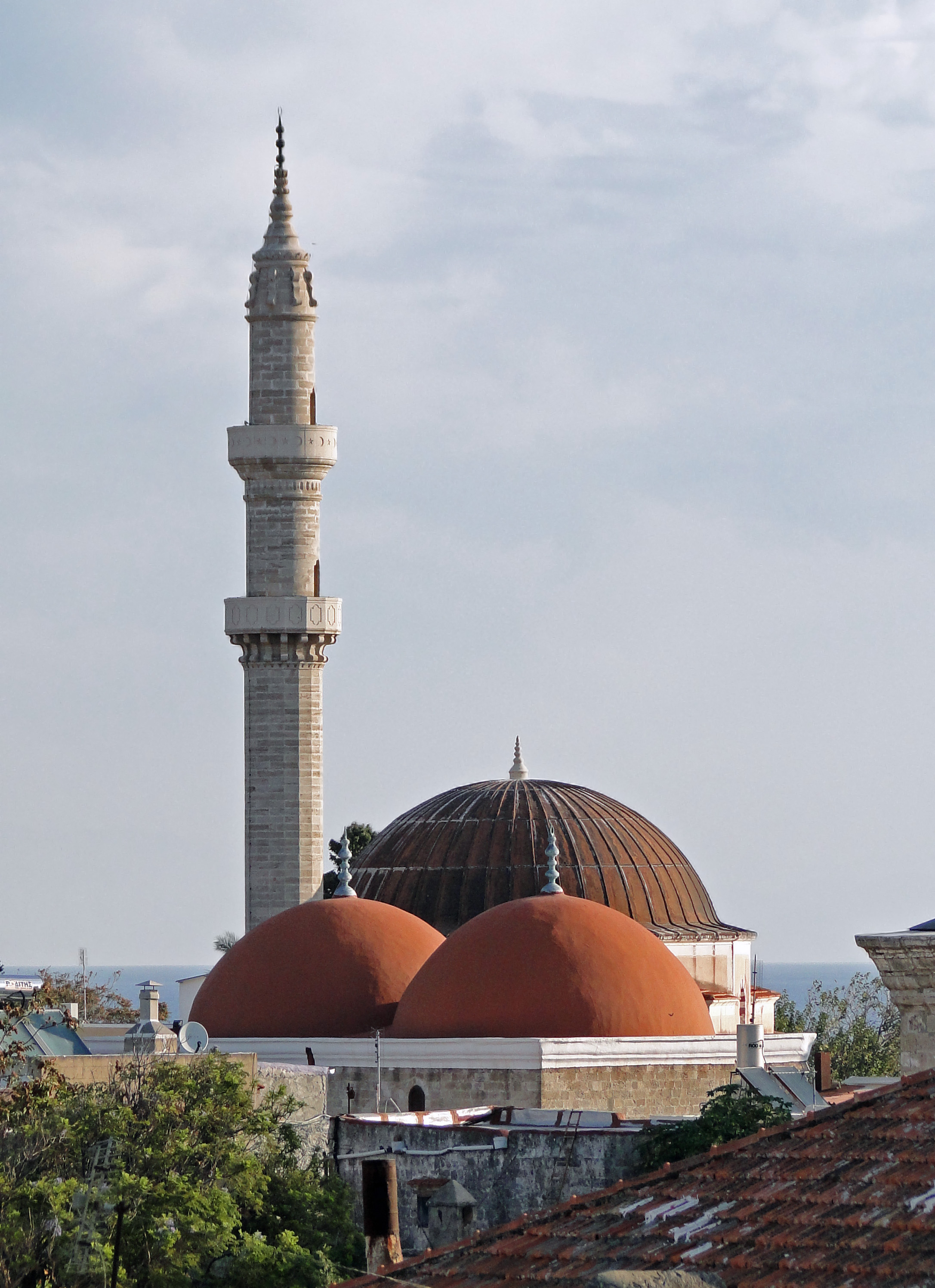
Rhodes : Mosquée de Soliman

Le périple débute à Rhodes, sur l'île grecque du même nom, à l'époque où l'Italie occupait les îles du Dodécanèse. Cela explique la présence de troupes italiennes dans la ville. Les premières cases nous montrent Corto assis sur un muret du port Mandraki, près des colonnes surmontées de statues d'un daim et d'une daine en bronze (animal caractéristique de l'île), là où se serait tenu autrefois le Colosse de Rhodes. Puis, alors qu'il tente de résoudre l'énigme d'Edward Trelawnay on le voit déambuler dans le quartier du Collachio, passant près de ce qui semble être la mosquée de Soliman, observant les blasons sur l'auberge de la langue de France des Chevaliers de Rhodes. Il finit par arriver à la mosquée du "platane ou Kawakly", où il découvre les documents de l'écrivain anglais, en dévissant le croissant de lune ornant la coupole abandonnée de l'édifice.
D'ailleurs, le croissant de lune est très présent dans l'histoire, que ce soit comme symbole de l'Islam (religion très présente dans la plupart des pays que traversera le héros) ou pour montrer simplement que l'action se déroule la nuit.
Plus tard, Corto annonce son départ de l'île à son amie Cassandre, pour chercher le trésor de Cyrus II, situé selon les documents entre Bactriane et le Kâfiristan. Celle-ci le met en garde sur les dangers de son voyage en lui évoquant une autre légende grecque, Jason, personnage de la mythologie grecque qui rechercha la contrée de mythique Colchide (qui se serait trouvée dans l’actuelle Géorgie) et à qui il arriva malheur,.

#### La Turquie

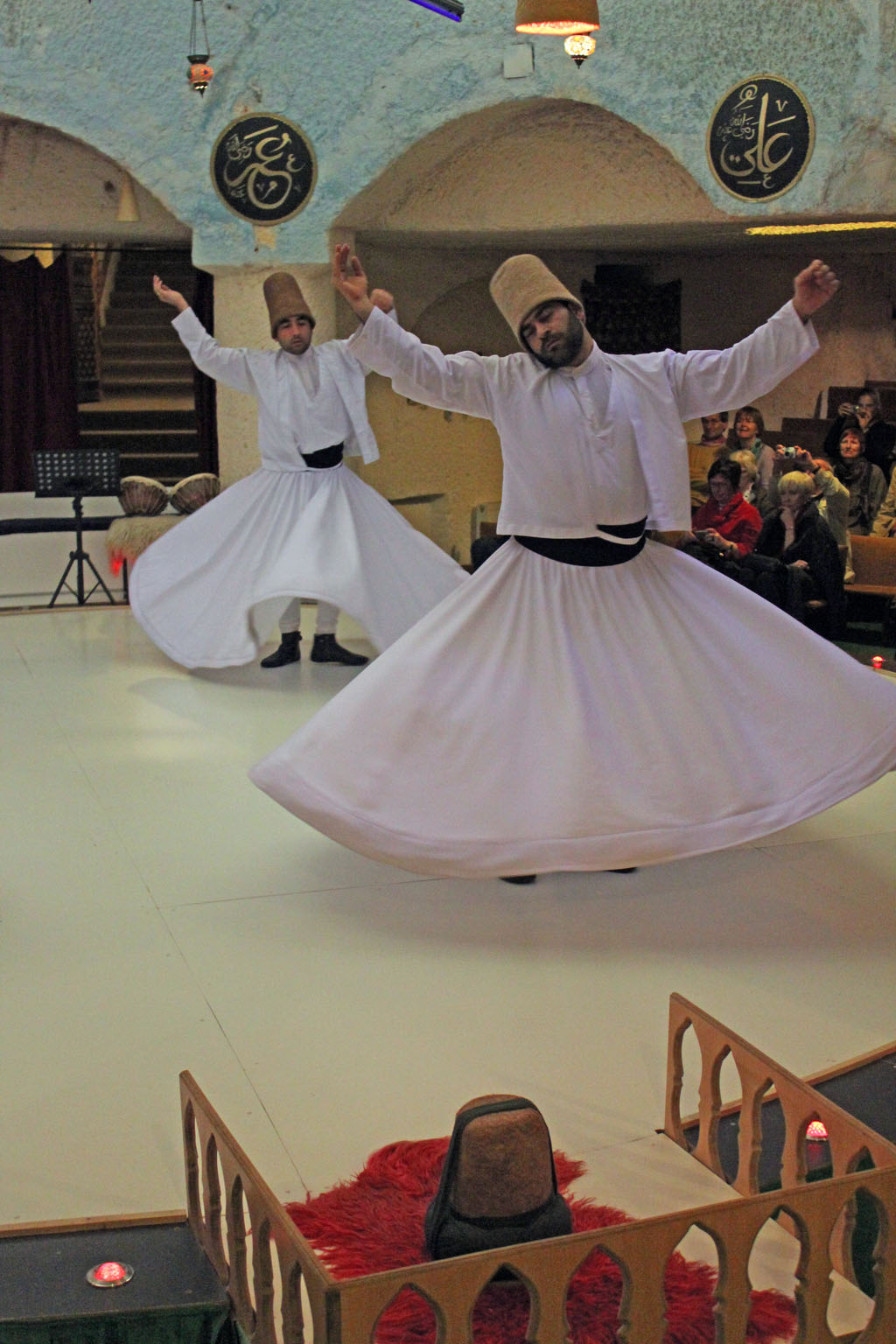
Derviche tourneur de la confrérie de Konya, dansant le Samā‘.

Le marin compte partir pour Adana, en Cilicie, grâce au bateau de Narcisse. Mais un "meltem", vent de nord-est, les poussent à débarquer prématurément sur les côtes turques, sans doute près de Tarsus. Corto arrive dans un pays ayant subi les conséquences de la Première Guerre mondiale : l'Empire ottoman, qui est presque mort, a été démembré par le traité de Sèvres. La région où il se trouve, bien que faisant partie du territoire turc, est sous la domination des troupes françaises. D'où leur présence dans les montagnes où le marin a affronté les rebelles pillards turcs kurdes.
Corto aperçoit aussi ces troupes à Adana, où il se réfugie dans une école de l'ordre Mevlevi (ou Mawlaw'īyya). Il arrive au moment où leurs membres, souvent appelés « derviches tourneurs », sont en train de danser le samā‘. Cet ordre musulman soufi, fondé au XIIIe siècle en Turquie, cherche à communiquer avec Allah à travers cette célèbre danse, tournoyant comme des toupies. Une fois chez eux, Corto leur explique qu'il veut sauver son ami Raspoutine, enfermé dans la Maison dorée de Samarkand, prison située à la frontière du Khanat de Boukhara et de la République Soviétique du Turkestan.

Composition ethnique de l'Anatolie en 1910 : les Arméniens apparaissent en jaune et les Kurdes en marron.

Pendant que le marin se repose, des nationalistes Arméniens attaquent l'école et tuent notamment l'imam, ceux-ci ayant pris le marin pour Chevket et voulant se venger du génocide des Arméniens, causé par les Turcs. Cet évènement sera à plusieurs reprises évoqué dans cette histoire, ainsi que la volonté de ce peuple d'obtenir leur indépendance. Ce sera fait lors de la Dislocation de l'URSS, avec la création de l'Arménie en 1991, qui formait la République socialiste soviétique d'Arménie depuis 1920. D'ailleurs, Corto se trouve dans l'ancien Royaume arménien de Cilicie, qui formait un état indépendant entre 1080 et 1375 et où avaient émigrés nombre d'Arméniens.
Dans la ville d'Adana, le marin rencontre une jeune fille qui lui récite un quatrain d'Omar Khayyam (écrivain et savant persan musulman du XIe siècle - XIIe siècle), en récompense de quoi il lui offre une grenade. Après quelques mésaventures, il finit assommé, avant d'être embarqué par Bahiar dans un convoi de camions de soldats kurdes jusqu'à Van, au bord du lac éponyme. Durant le trajet vers le berceau historique de l'Arménie, la question des Arméniens est de nouveau évoquée. Corto souligne qu'ils furent massacrés de 1894 à 1896 (sous ordre du sultan Abdülhamid II), puis en 1909 lors des Massacres d'Adana. Tandis que des militaires Kurdes rappellent les conflits qu'ils ont avec les Arméniens, qui les ont toujours combattu et ils leur reprochent de s'être engagé dans l'armée russe en 1915, prétexte qui a servi à Enver Pacha pour ordonner le génocide. Les Kurdes, quant à eux, expliquent qu'ils n'apprécient pas les Turcs mais collaborent avec eux et leur chef Mustafa Kemal, parce qu'ils leur ont promis un état indépendant. Promesse qui ne sera pas tenue car en 1923, le traité de Lausanne, signé par Kemal et qui établit les frontières de la Turquie nouvellement créée, renie cette promesse d'autonomie. Enfin, comme on le verra plus tard quand on découvrira la jeune arménienne (qui illustre les nombreux enfants arméniens enlevés à cette époque lors des déportations), des femmes arméniennes étaient contraintes par les Turcs de porter le foulard islamique. Cet élément contraste avec certaines femmes azéries, qui en ce début de XXe siècle, l'avaient abandonné.

Pèlerins Yezidis à la fête à Lalesh, le jour du Nouvel An Yezidi, en 2017

Lorsque le marin arrive à Van, ville contrôlé par les insurgés khurdes et les bolchevik, il doit retrouver Reshid, chef des montagnards kurdes, près du Mur de Sémiramis. Corto passe devant la forteresse de Van, ou se déroula la défense de Van, en 1915 (peu avant le génocide).
Plus loin, il rencontre des Yezidis, « adorateurs du diable ». L'un d'eux, Zorah, l'amène auprès des coreligionnaires pour l'aider à passer la frontière avec l'Azerbaïdjan. Le plus jeune des prêtres demande l'aide au cercle et au jeune paon (Malek Taus, chef des sept anges chargés de veiller sur le monde). Puis, il fait appel à Sheitan, que Corto a déjà croisé en Afrique sous le nom de Samaël (dans Et d'autres Roméos et d'autres Juliettes) et qui fait d'autres prédictions au marin sur son avenir,. Le yézidisme, souvent confondu avec le zoroastrisme, est une survivance du mithraïsme et du mazdéisme, née et pratiquée au Kurdistan. Dans les pays où ils vivent, ils sont souvent accusés abusivement de vénérer Satan, assimilé à Malek Taus par leurs détracteurs, et font ainsi l'objet depuis des siècles de persécutions, comme on le voit dans cette histoire,,.

#### La Perse

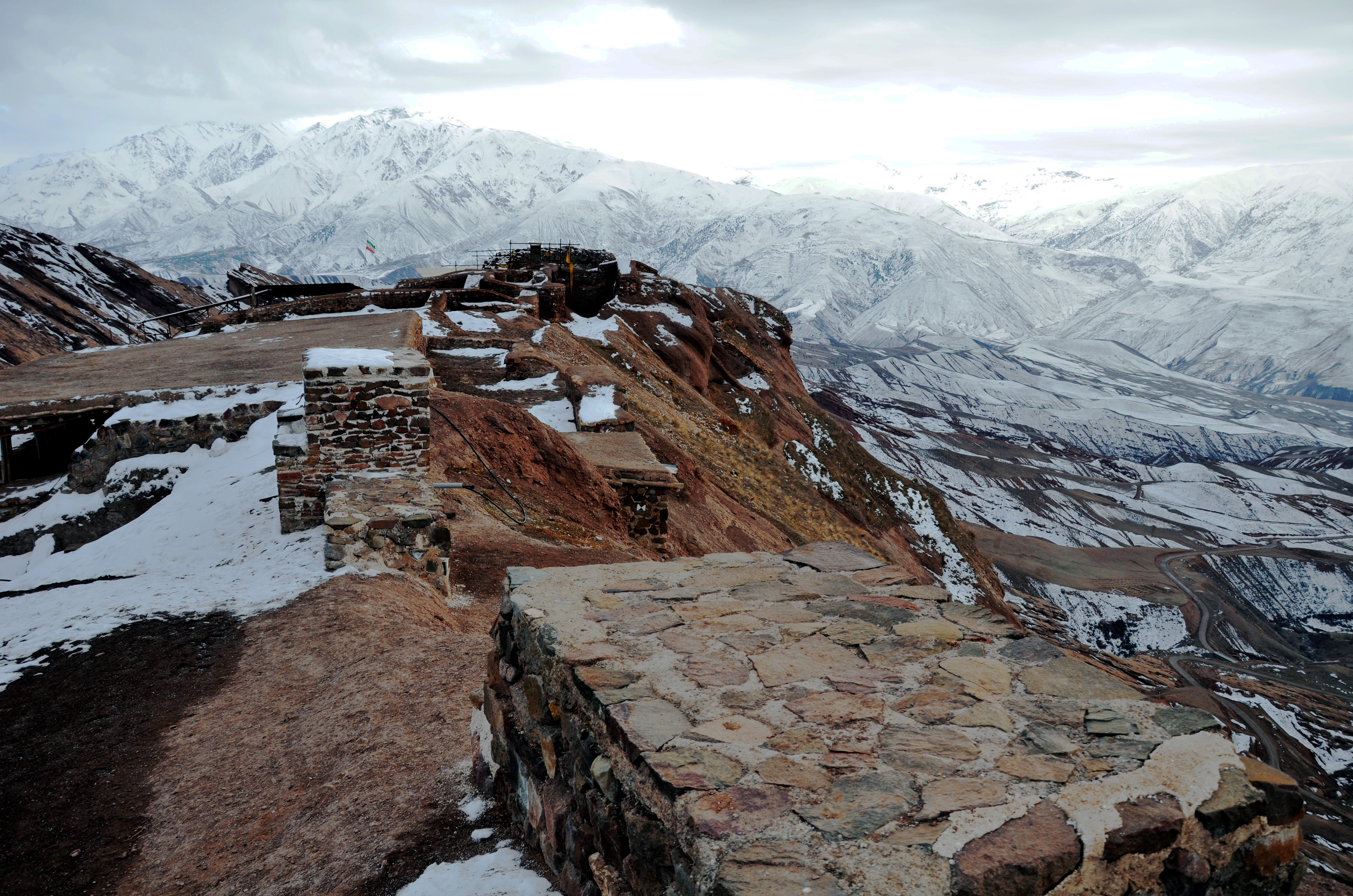
Forteresse d'Alamut, sur le massif de l'Alborz.

Corto, après avoir échappé aux gendarmes du Cadi dans les rues de Van, retrouve Marianne et Venexiana et tous s'enfuient en voiture vers la Perse, sur les conseils de leur chauffeur. Celui-ci, un ismaélien, les conduit dans la région de la forteresse d’Alamüth. L'occasion pour le marin de raconter la légende des Hashâshîns, des Sarrasins vivant autrefois dans cette forteresse, appartenant à la secte chiite ismaélienne des Nizârites. Ce serait sous l'effet du haschisch que ceux-ci massacraient ceux que leur chef leurs ordonnaient de tuer ; leur nom aurait donné le mot « assassin ». Le marin rajoute que l'existence de leur secte est étayée par les témoignages de différentes personnes : Gerhardus, "vice dominus" de Strasbourg envoyé de Frédéric Barberousse en 1170, Anorld de Lubecque, ainsi que par Le Livre de Marco Polo décrivant la situation en Iran en 1273. Mais si ce lieu a été détruit par les Mongols, cette "sorte de main noire persane" n'a pas disparu (du moins dans cette histoire), le chauffeur révélant aux autres qu'il en fait partie.
Ce dernier les amène, en compagnie des siens, vers la forteresse de la nouvelle Alamùt, dans le village de Kemkoutz. Mais, il soupçonne que des ennemis occupent les lieux, peut-être une brigade cosaque du Khan Reza. Il envoie un jeune homme nommé Abbas, que Corto accompagne. L'homme explique ne pas être croyant, rêvant plutôt de partir de son pays et s'en aller pour New York, pour vivre riche et heureux. Ce personnage illustre les rapports parfois poreux entre Orient et Occident évoqués par la prédiction de Sheitan. À ce propos, Hugo Pratt s'est servi pour cette histoire de l'écrivain américain Frederic Prokosch et son roman Les Asiatiques. Tous les deux constatent que des Asiatiques veulent venir en Occident et que des Blancs veulent se faire une virginité en Orient, attirés par les drogues et les philosophies orientales.
À la forteresse, les Hashâshîns préfèrent prendre la fuite : Corto, Marianne et Venexiana se retrouvent donc seuls. Le marin leur explique que pour la suite du voyage, il vaudrait mieux qu'il traverse la Mer Caspienne côté persan, par sécurité, pour délivrer son ami, avant de partir chercher le trésor. Quand il évoque le Kâfiristan, région de l'actuel Afghanistan où celui-ci se trouverait, Venexiana parle de Wee Willie Winkie (en). Il s'agit d'un recueil d'histoires de Rudyard Kipling, comprenant L'Homme qui voulut être roi, nouvelle se déroulant dans cette région lointaine.
Tous trois finissent entre les mains de l’armée rouge qui attaque le fort, puis les conduits près d'un poste de frontière avec l'Union soviétique. Le marin explique ses projets au commissaire. Ce dernier lui explique que la région où il se rend est dangereuse, interdite aux civils car en pleine rébellion. En effet, le traité turco-soviétique de 1921 avec le gouvernement de Kemal Pacha a mis hors-jeu celui d'Enver Bey, dans le Caucase. Ce dernier s'est ainsi réfugié à Boukhara, où il prit la tête de la Révolte basmatchi. Aidé par l'émir Alim-Khan et des nationalistes du Turkestan, il a déclaré la guerre sainte contre l'Union soviétique (qui formera l'URSS en décembre suivant), organisant des actes de sabotage contre les Soviétiques, aussi aidés par les Anglais, les Américains et les Français. À cette époque, les bolcheviks projettent de porter leur révolution en Asie centrale et dans le Caucase, ce à quoi les Turcs s'opposent,.

#### L'Asie centrale

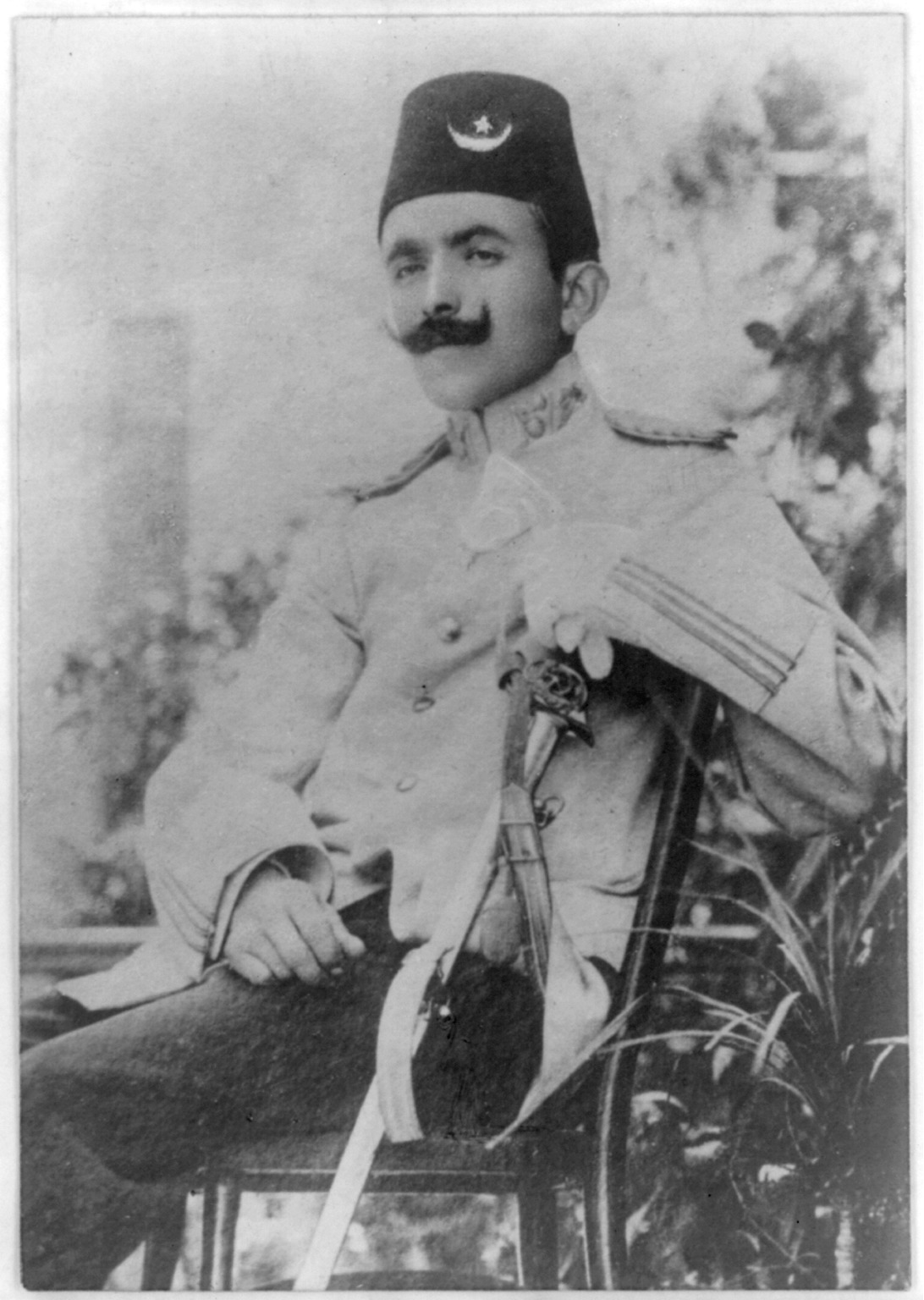
Ismail Enver, dit Enver Pacha ou Enver Bey

Le commissaire suggère aux trois personnages d'embarquer à Bakou (actuel Azerbaïdjan) pour Krasnovodsk (actuel Turkménistan), à travers la mer Caspienne. Puis, ils finissent par rejoindre Raspoutine dans le fort de Chaghan, vers Baldzhuan (actuel Tadjikistan), devenu entre-temps instructeur de l’armée d’Enver Pacha. Corto lui explique qu'il a rendez-vous avec Chevket sur la frontière afghane, près du fleuve Kafirnigan, au sud du fort. L'endroit est attaqué par les Arméniens, acculant Enver Pacha ; celui-ci se fait tuer en fonçant désespérément sur eux, tandis que la neige tombe sur le mont Darvaz. Ce passage reprend une des hypothèses concernant la mort de ce personnage historique, qui a été racontée à Hugo Pratt... par des Arméniens de Buenos Aires, en Argentine. À ce propos, le bédéiste souhaitait parler de ce "personnage fascinant" dans une de ses œuvres, après que Jean Mabire lui ait expliqué qu'il allait écrire un livre sur lui. Pratt a alors réuni les documents à son sujet pour écrire son aventure.
Une fois les militaires partis, comme Venexiana Stevenson révèle qu'elle est enceinte depuis plus de deux mois, elle ne peut pas continuer l'aventure et Marianne décide de rester avec elle. Corto leur donne donc un message pour son ami Frounzé de l'Armée rouge, qui les aidera à passer la frontière turque.

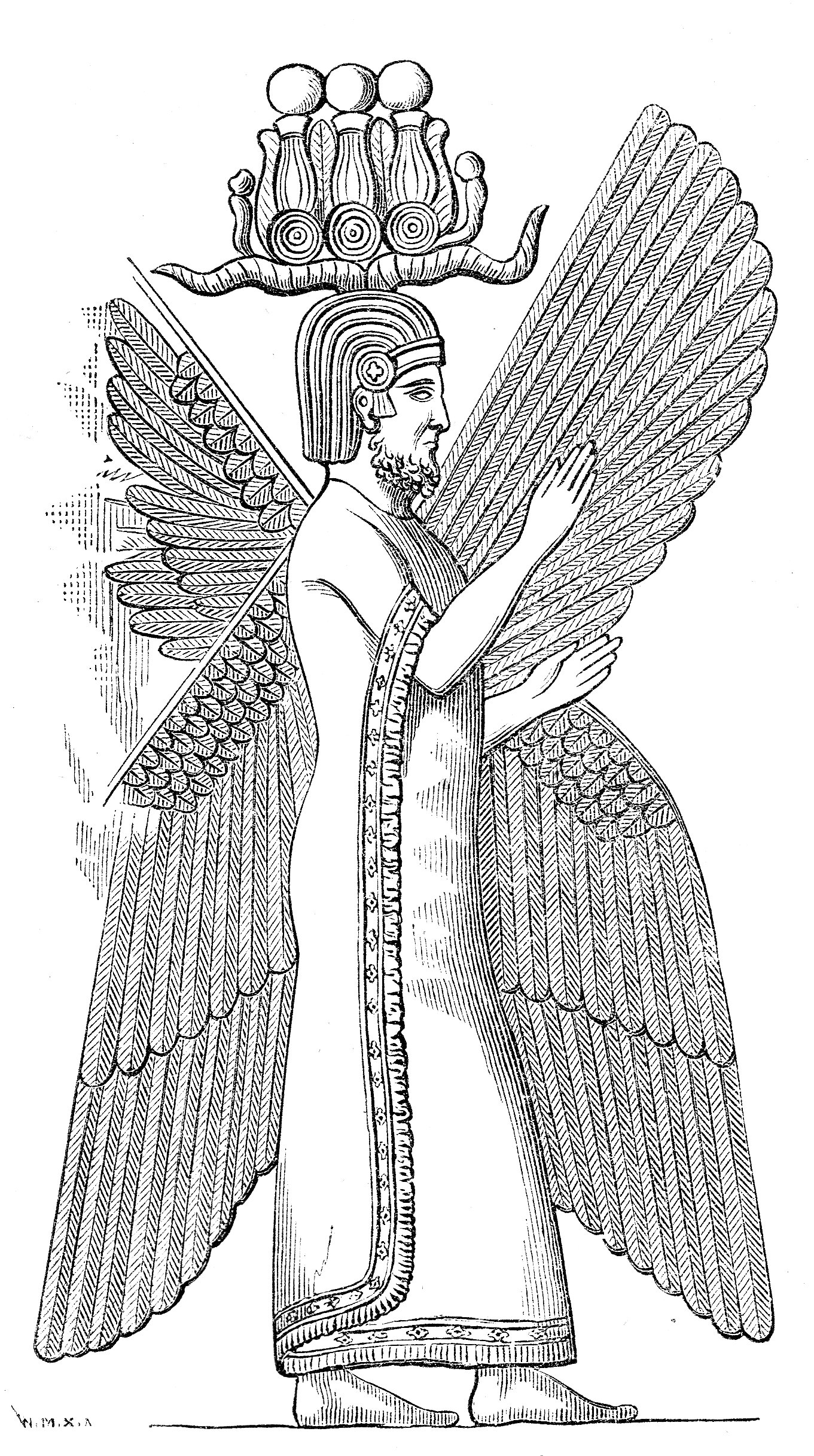
Cyrus II le Grand

Les deux amis, après un long trajet, arrivent au bord du fleuve Kafirnigan (actuel Tadjikistan). Raspoutine se débarrasse de Chevket et de presque tous ses sbires, avant de délivrer la fillette. Corto lit alors le texte de Trelawnay, qui raconte la légende du trésor. Cyrus II, fondateur de l’Empire perse, offrit un énorme trésor à la Tamiris, reine des Amazones, qu'il voulait épouser. Mais celle-ci lui fit couper la tête et cacha le trésor. Des siècles plus tard, Alexandre le Grand, roi de Macédoine, vainquit le grand roi de Perse Darius III. Il se fit alors livrer le trésor et ordonna de le couler sous la forme d'une grande boule d'or symbolisant le soleil et de la cacher au creux d'une montagne.
Corto explique que Chevket, en lui donnant rendez-vous à cet endroit, avait presque deviné, le trésor se trouvant dans la région. Il rajoute que le territoire où ils se trouvent est réclamé par la Russie, le Raj britannique, la Chine, l'Afghanistan, le Khanat de Boukhara et le Yaghestan (en) (royaume de l'insolence). Car dans cette zone frontière, s'entrechoquent les intérêts divers, le Grand jeu dont parle Rudyard Kipling dans son roman Kim, qui a conduit entre autres à la création de l'actuel Afghanistan. D'après les cartes trouvées à Rhodes, le trésor de trouve dans la chaîne de hautes montagnes d'Hindou Kouch, en Afghanistan, plus précisément entre le Kafiristan et le Badakhchan.
Suivant les indications des documents, Corto, Raspoutine et la jeune fille parviennent devant la grotte du trésor, découvrant que celle-ci est gardée par la statue de Ahriman, esprit démoniaque du zoroastrisme. Dedans, alors qu'un séisme a bouché l'entrée, ils allument une allumette. L'espace d'une seconde, les deux amis voient le grand or, avant que la lumière ne s'éteigne. Quand Corto craque une autre allumette, le trésor a disparu et l'Arménienne dit ne rien avoir vu. Que s'est-il produit ? Une hallucination collective ? Un tour joué par des démons taquins ? Ou le trésor est-il simplement parti lors du tremblement de terre ?
Tous les trois doivent donc ressortir de la grotte et aboutissent... sur un campement égaré de la Royal Gurkha Rifles. Ils sont arrivés sur le territoire du Raj britannique, la grotte communicant avec le territoire afghan. Les militaires qui s'y trouvent leur propose de les accompagner dans le voyage vers Chitral, dans l'actuel Pakistan. De là, Corto compte partir pour Venise afin de mener la jeune fille à Venise, où se trouve importante communauté arménienne, en particulier à San Lazzaro degli Armeni. Quant à Raspoutine, Corto évoquera dans Tango qu'il sera l'hôte d'un maharadjah. Ainsi s'achève le plus long voyage de Corto Maltese,,,.

### Dessins
Comme à chacune de ses histoires, Hugo Pratt a réalisé différents dessins à côté illustrant des thématiques évoquées ou des lieux des pays visités :
- Des lieux : Istanbul, avec Corto posant devant l’obélisque de Théodose et l'ex mosquée Sainte-Sophie ; Rhodes, où il est assis près de la majestueuse porte Sainte Catherine...
- Des militaires de différents pays : evzones de Grèce, régiment arménien de Douchanbé...
- Des peuples, comme des montagnards conduisant une caravane de chameaux de Bactriane, entre la Bactriane et Pamir.

### Allusions aux précédentes aventures
Cet épisode comporte de nombreuses allusions aux précédentes aventures. En particulier grâce à la réapparition de personnages apparus dans des épisodes précédents, comme Raspoutine, personnage récurrent de la série, qui fait allusion devant Chevket à ses aventures vécues avec "Le Moine" (La Ballade de la mer salée). Mais aussi d'autres personnages tels que :
- Venexiana Stevenson (La Conga des bananes, L'Ange à la Fenêtre d'Orient)
- le capitaine des carabiniers Sorrentino (L'Ange à la Fenêtre d'Orient)[q]
- Sheitan/Samaël (Et d'autres Roméos et d'autres Juliettes)
- Rossianov, ancien capitaine de la division asiatique du baron Ungern (Corto Maltese en Sibérie)

De même, lors du passage du Karagöz, après que Corto se soit fait assommer, il rêve que Raspoutine le mène au Paradis où se trouve... Pandora Groovesnore (La Ballade de la mer salée, évoquée dans Burlesque entre Zuydcoote et Bray-Dunes). Puis, lorsque Marianne demande à Raspoutine si Corto a déjà été amoureux, il répond qu'il y a très longtemps, peut-être, d'une jeune fille.
Passant la nuit chez les derviches tourneurs, Corto fume le narguilé et se met pour la première fois à rêver à beaucoup de femmes à la fois, rencontrées au cours de ses précédentes aventures :
- Moira Banshee O'Danann (Concert en O mineur pour harpe et nitroglycérine)
- Changhaï Li et Marina Seminova (Corto Maltese en Sibérie)
- Pandora Groovesnore
- Venexiana Stevenson
- Miss Ambiguïté de Poincy (…Et nous reparlerons des gentilshommes de fortune)
- Soledad Löckhaart (À cause d'une mouette, Vaudou pour monsieur le président)
- Bouche dorée (Sous le signe du Capricorne, La Conga des bananes)

Lorsque Corto se trouve avec un Hashâshîn, il lui parle de son ami musulman Cush (Les Éthiopiques) : avec lui et son autre ami Raspoutine, il pourrait conquérir la forteresse de la nouvelle Alamùt en quelques heures.
Enfin, lors des retrouvailles entre Corto et Raspoutine, ce dernier lui évoque le Gauguin qu'il lui avait volé dans sa maison de Hong Kong, à la fin de Corto Maltese en Sibérie.

### Raspoutine comme personnage principal de l'histoire
Selon Hugo Pratt, ce n'est pas Corto qui est le personnage principal de l'histoire mais Raspoutine. Ainsi, sa libération est l'objet de la quête de Corto, qui désire sauver son ami emprisonné d'une condamnation à mort. De plus, plusieurs scènes se passent avec Raspoutine uniquement, sans son compagnon d'aventure. Dans ces scènes, il parle beaucoup et fait des choses délirantes. Comme lorsqu'il se met à chanter Malbrough s'en va-t-en guerre devant des soldats turcs dont il a la charge et qui, ne connaissant pas cette chanson, ne comprennent rien et le regardent de manière éberluée. De même que Pratt lui fait dire des phrases de John Kenneth Galbraith sur le conditionnement de masse. À ce propos, l'auteur achète parfois des livres de ce genre et y puise des phrases qu'il met dans la bouche de son personnage.
Dans cette histoire, c'est l'amitié envers Raspoutine plus que la recherche du trésor qui pousse Corto à aller le sauver. Après leurs retrouvailles et la mort d'Enver Pacha, Corto et Raspoutine manifestent leur amitié et leur joie d'être encore en vie en dansant. Ce qui est l'occasion pour ce dernier d'évoquer ses parents.
Le caractère du personnage est souvent évoqué dans cette aventure, où il est caractérisé de fou et de psychopathe. Corto le définit très bien, en disant à Abbas que "Personne ne sait mieux que lui détruire tout ce qui risquerait de prendre une tournure sentimentale." Ce trait de caractère permet au bédéiste de ramener Corto à la réalité lorsque, dans leurs aventures, celui-ci est sensibilisé par les choses de manière romantique. De même que lorsque la petite Arménienne dit de Raspoutine qu'il est méchant, Corto lui répond que c'est un méchant, mais qu'il ne le sait pas. Face à Chevket, puis Enver Pacha, Raspoutine se définit lui-même comme un voleur à part entière, dont la nationalité, c'est l'argent et qu'il se bat pour des militaires tant que ceux-ci les paient, jouant ainsi son propre rôle,.
Sa rencontre avec Chevket permet à l'auteur de formidables opportunités, les dialogues entre eux deux définissant plus précisément le caractère de Corto. Comme ce dernier ne peut rencontrer son double parce qu'il craint que ça lui porte malheur, c'est Raspoutine qui le tue. C'est un peu comme s'il tuait Corto lui-même, permettant une sorte de défoulement.

## Accueil critique
Comme pour tous les albums de Corto Maltese, La Maison dorée de Samarkand est particulièrement bien accueillie par la critique, malgré les difficultés de publications. Ainsi, Thierry Groensteen, Yves Mayence et Arnaud de la Croix (trois articles distincts), lui consacrent leur rubrique « L'Indispensable : La Maison dorée de Samarkand », dans Les Cahiers de la bande dessinée no 72, novembre-décembre 1986, p. 4-5.

## Prépublications
- Italie : La Casa dorada di Samarkand, débute en noir et blanc dans Linus du no 9 de septembre 1980 au no 2 de février 1981 où l'histoire s'interrompt. 
  - Reprise de l’histoire en noir et blanc, du début à la fin, dans le mensuel Création à venir de Corto Maltese (19 numéros) :
  - du no 1 d’octobre au no 3 de décembre 1983 (3 numéros).
  - du no 1 de janvier au no 12 de décembre 1984 (12 numéros).
  - du no 1 de janvier au no 4 d’avril 1985 (4 numéros).

- France : La Maison dorée de Samarkand, dans le mensuel (À SUIVRE) du no 31-32 d'août-septembre 1980 au no 37 de février 1981 où l'histoire s'interrompt. 
  - Reprise de l’histoire en noir et blanc, du début à la fin, dans le magazine Corto du no 1 de mai 1985 au no 10 de juillet 1986 (10 numéros).

## Albums édités en France
Scénario et dessins de Hugo Pratt avec la collaboration de Guido Fuga pour dessiner les automobiles. 

### Première édition

#### Album broché – noir et blanc
- La Maison dorée de Samarkand, éd. Casterman, 1986.

### Rééditions

#### Album broché – noir et blanc
- La Maison dorée de Samarkand (nouvelle couverture), éd. Casterman, 2001.
- La Maison dorée de Samarkand, Casterman 2012, coll. "Corto maltese en noir et blanc", couverture souple à rabats, format 23,5/29,5  (ISBN 978-2-203-03359-7).

#### Albums reliés – couleurs
- La Maison dorée de Samarkand (documents et aquarelles de Hugo Pratt), éd. Casterman, 1992.
- La Maison dorée de Samarkand (format 21.5x29, préface de Marco Steiner et photos de Marco d’Anna : Les couleurs du grenadier), éd. Casterman, série Corto Maltese, tome 11, paru le 27 janvier 2010,  (ISBN 978-2-203-02487-8).

#### Petit format broché – couleurs
- La Maison dorée de Samarkand, éd. casterman, série Corto, tome 26, paru le 14 octobre 2009  (ISBN 978-2-203-00792-5)

## Moyen métrage d'animation
- La Maison dorée de Samarkand
  - Adaptation : Henry Colomer
  - réalisation : Richard Danto et Liam Saury pour StudioCanal.
  - Avec les voix de Richard Berry (Corto), Patrick Bouchitey (Raspoutine), Catherine Jacob (Marianne).
  - Diffusé sur Canal+ en 2003.
  - DVD : Studio Canal, 2003.